# Journal of Biomolecular Screening
Das Journal of Biomolecular Screening, abgekürzt J. Biomol. Screen., ist eine wissenschaftliche Fachzeitschrift, die vom SAGE-Verlag veröffentlicht wird. Die erste Ausgabe erschien im Jahr 1996. Derzeit erscheint die Zeitschrift mit zehn Ausgaben im Jahr. Es werden Artikel veröffentlicht, die sich mit analytischen Methoden in der Arzneimittelentwicklung beschäftigen.
Der Impact Factor lag im Jahr 2019 bei 2,195. Nach der Statistik des ISI Web of Knowledge wird das Journal mit diesem Impact Factor in der Kategorie analytische Chemie an 44. Stelle von 86 Zeitschriften, in der Kategorie Biochemische Forschungsmethoden an 47. Stelle von 77 Zeitschriften und in der Kategorie Biotechnologie und angewandte Mikrobiologie an 96. Stelle von 156 Zeitschriften geführt.